# Церковь Николая Чудотворца (Лихачёво)
Церковь Николая Чудотворца — недействующий православный храм в бывшем селе Лихачёво Волоколамского района Московской области (ближайшее селение — деревня Пагубино). Относится к Волоколамскому благочинию Одинцовской епархии Русской православной церкви. Приписан к Преображенскому храму в селе Спас.
Главный престол был освящён в честь Николая Чудотворца, приделы — в честь Казанской иконы Божией Матери и в честь пророка Илии.

## История

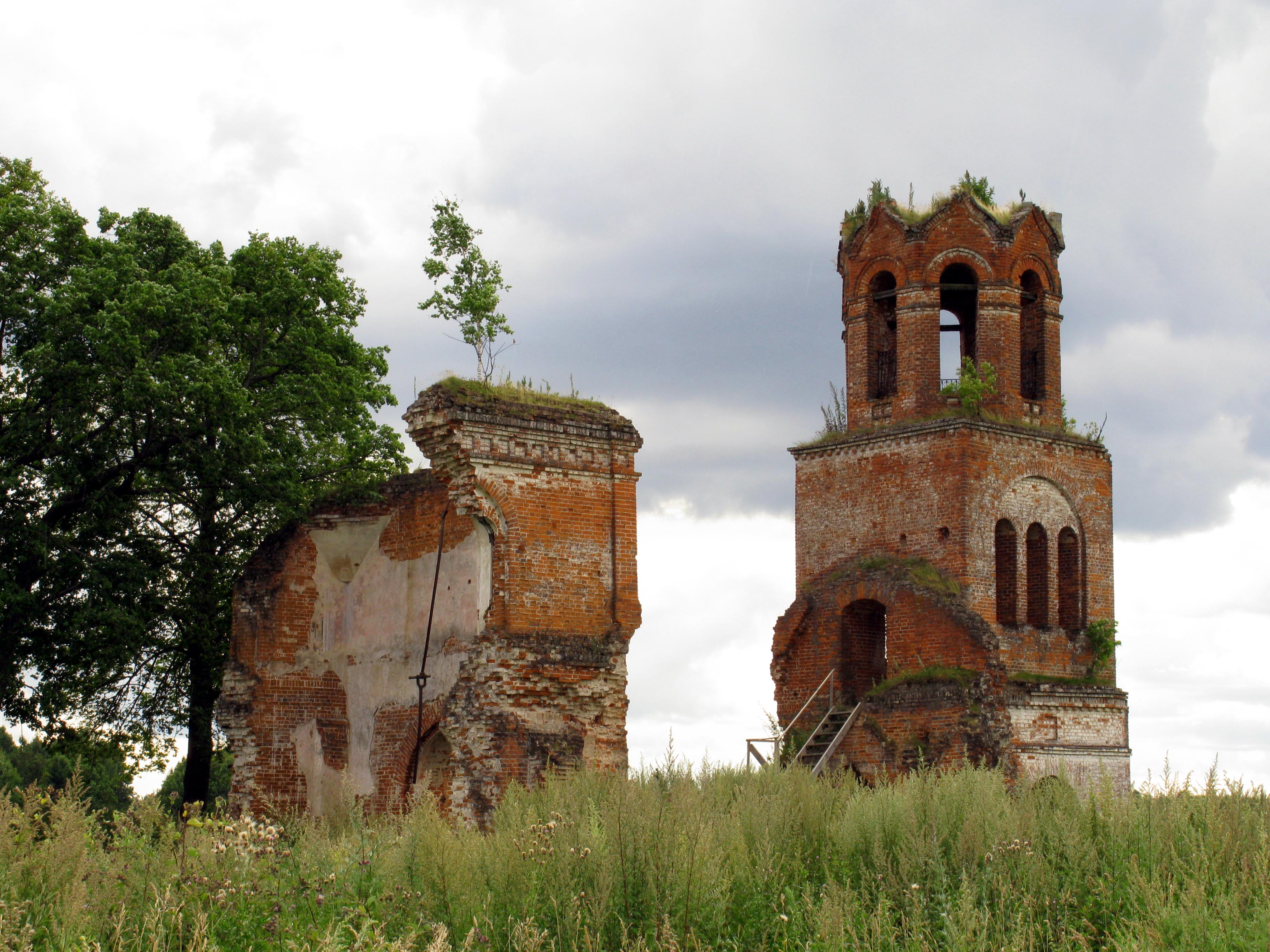
Разрушенная Никольская церковь

Никольская церковь была построена в селе Лихачёво.
В 1888 году по проекту архитектора Ивана Барютина на месте деревянной церкви был выстроен каменный храм в русском стиле с трапезной и шатровой колокольней, с приделами в честь Казанской иконы Божией Матери и во имя пророка Божия Илии. В 1886 году в селе Лихачёво родилась преподобномученица Мария (Виноградова). Согласно клировой ведомости 1916 года, в приходе храма состояли пять деревень и 883 прихожанина обоих полов; в том же году настоятелем храма был иерей Григорий Фивейский.
Предположительно в 1936—1937 годах храм был закрыт и частично разрушен, а село исчезло с лица земли. После разрушения храма попыток вновь отстроить село не предпринималось.